# Henri Bourdeau de Fontenay
Pour les articles homonymes, voir Henri de Fontenay, Bourdeau et Fontenay.
Henri Marie Joseph Bourdeau de Fontenay, né le 4 mai 1900 à Chartres et mort le 1er janvier 1969 dans le 16e arrondissement de Paris, est un haut fonctionnaire, avocat et résistant français. Il est le père d'Élisabeth de Fontenay, philosophe et essayiste française.

## Biographie

### Jeunesse et études
Henri Bourdeau de Fontenay est né dans une famille d'ancienne aristocratie originaire du Berry, issue de Claude Bourdeau de Fontenay, bourgeois de La Châtre, dans l'actuel département de l'Indre. François Bourdeau de Fontenay (né vers 1693), était échevin et procureur du roi aux fêtes foraines de La Châtre. Louis Bourdeau de Fontenay (1872-1922), était lieutenant au 13e régiment de cuirassiers en 1901. Henri Bourdeau de Fontenay est le fils de Louis Bourdeau de Fontenay. 
Henri Bourdeau de Fontenay suit des études de droit et obtient une licence en droit. 

### Parcours professionnel
Il est engagé volontaire en 1917, puis participe à la campagne de Syrie-Liban de 1919 à 1920. 
En 1928, il s'inscrit au barreau de Paris comme avocat, et y demeure jusqu'en 1944. Après avoir servi en 1939-1940 comme capitaine de réserve, Henri Bourdeau de Fontenay s'engage dans la Résistance sous le pseudonyme Seguin (nom de famille de sa mère). Membre du comité directeur du réseau Ceux de la Résistance, il est nommé commissaire régional clandestin de la République à Rouen en 1944 et fait partie du comité parisien de la Libération nationale.
Après la Libération, il est commissaire régional officiel de la République à Rouen du 29 août 1944 au 31 mars 1946, avant de prendre la direction de la nouvelle École nationale d'administration et du Centre de hautes études administratives. 
Il quitte l'ENA en 1963 pour un poste de conseiller d'État.
Il participe à de nombreux conseils et comités concernant la fonction publique et l’étude de l’administration publique et des sciences politiques en France et à l’étranger (il s’intéressa notamment à l’Union de l'Europe occidentale, organisation politique militaire européenne fondée par les accords de Paris du 3 octobre 1954). Il est également membre de la Commission française pour l’éducation, la science et la culture (UNESCO) et du Centre national de la recherche scientifique.

## Distinctions
- Commandeur de la Légion d'honneur
- Médaille de la Résistance française avec rosette (16 juin 1946)[6],[7]

- Commandeur de l'ordre du Mérite agricole
- Commandeur de l'ordre de l'Étoile noire

Henri Bourdeau de Fontenay fut membre du Conseil de l'ordre de la Légion d'honneur

## Sources
Les papiers personnels d'Henri Bourdeau de Fontenay sont conservés aux Archives nationales sous la cote 516AP.